# Chislehurst
Chislehurst egy külvárosi terület London délkeleti részén, Bromley kerület része.

## Szomszédos negyedek
- New Eltham (észak)
- Sidcup (északkelet, kelet)
- St Paul’s Cray (délkelet)
- Petts Wood (dél)
- Bickley (délnyugat)
- Elmstead (nyugat)
- Mottingham (északnyugat)

## Nevének eredete
A város neve a szász "cisel" azaz kavics és "hyrst" azaz fás domb szavakból származik.

## Története
A 16. században vált állandóan lakottá bár ekkor még csak néhány farmházból állt.

### Chislehurst barlangjai
Helyi turista látványosság a Chislehursti barlangrendszer angolul: Chislehurst caves. A járatokat már a római korban használták a Kelta druidák. Mivel ők nem csak tanították a népet hanem isteni közvetítést is szolgáltattak gyakran mutattak be áldozatokat a barlangban. Ha szükségesnek érezték még emberáldozatot is bemutattak. Az oltár, melyen a szertartást véghezvitték még ma is látható. A falakat néhol a kelták ősi rajzai díszítik. A második világháború alatt több ezer ember használta óvóhelyként az alagutakat.

#### Paranormális jelenségek

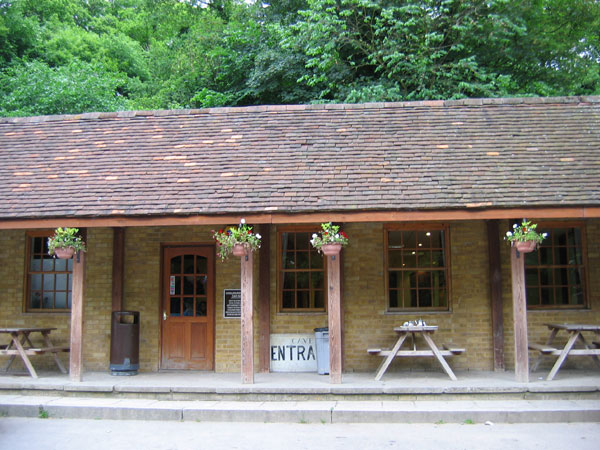
A barlangrendszer bejárata

Ennyi misztikus történet után nem meglepő, hogy már több kísértetet is látni véltek a járatokban. Az egyik legrégebbi történet egy ma is kísértő római századosról és a néha hallható lódobogásról szól. A világháború alatt lecsapolták a földalatti tavakat, hogy több hely legyen az elrejtőzni kívánó embereknek. Az egyik tóban egy női csontvázra leltek(feltehetően emberáldozat volt). A kísértethistóriák terjedni kezdtek és egy újság szerkesztői meghirdettek egy pályázatot miszerint aki egy éjszakát egyedül eltölt a barlangban annak markát busás pénzjutalom üti. Sokan jelentkeztek a feladatra ám végül csak 8 ember teljesített sikeresen. Amikor egy őr megmagyarázhatatlan rohamot kapott az éjszakázásokat leállították.